# Сан Дамиано д'Асти
Сан Дамиа̀но д'А̀сти (на италиански: San Damiano d'Asti; на пиемонтски: San Damian d'Ast, Сан Дамиан д'Аст) е градче и община в Северна Италия, провинция Асти, регион Пиемонт. Разположено е на 179 m надморска височина. Населението на общината е 8401 души (към 2010 г.).